# Hyposiccia punctigera
Hyposiccia punctigera är en fjärilsart som beskrevs av John Henry Leech 1899. Hyposiccia punctigera ingår i släktet Hyposiccia och familjen björnspinnare. Inga underarter finns listade i Catalogue of Life.